# Jair Mendoza
Jair Mendoza (Callao, 26 de noviembre de 1990) es un cantante y compositor peruano, conocido por haber desarrollado su carrera musical en la salsa, además de haber participado en los realitys show La voz Perú y Los cuatro finalistas.

## Biografía
Proveniente de una familia de clase media, comenzó su carrera artística en el año 2008, cuando concursaría en el reality de canto Desafío y fama de Panamericana Televisión a la edad de diecisiete años. Años más tarde, le llegaría la oportunidad de concursar en el programa televisivo La voz Perú de Latina Televisión en 2015, donde ganó notoriedad y logró su pase a la ronda final del concurso. Al año siguiente, inicia su etapa musical donde lanzaría la versión balada romántica de «Necesito un amor» de Hermanos Yaipén y su LP debut con otros covers cantadas por él mismo. En el año 2018, ingresa al otro formato Los cuatro finalistas en el rol de participante, sin conseguir el éxito.
A partir el año 2018, traslada de género a la salsa, lanzando su álbum debut con su nombre real y su tema musical «Atado de ti», siendo Mendoza manteniéndose como intérprete, y participó en el videoclip al lado de la actriz Andrea Luna.
En el año 2021, estrenó su siguiente material «Voy a decirte que no» grabado en Máncora, además de haber escrito, interpretado y compuesto la canción. Previo a ello, lanzó su versión salsa de «Si me dices que te vas» de Marisol en 2019.
En el año 2020, prestó su colaboración con el percusionista Tony Succar para el lanzamiento del cover de «Se supone», obteniendo éxitos dentro de las emisoras locales como Radio Panamericana.En ese año, interpreta la versión peruana de la canción «Hawái» al lado del cantante de cumbia Pedro Loli.
Años más tarde, en 2022 colaboró con el grupo musical Los 4 de Cuba para la elaboración de la versión de la canción «Locos de amor», incluyendo el videoclip musical al lado de Dalia Durán, expareja del cantante John Kelvin. Además, interpreta el sencillo «Ya no vives» en mi con Kate Candela en 2021.
En el año 2023, participó en un proyecto musical al lado de su entonces pareja sentimental, la cantante y bailarina Yahaira Plasencia. Al año siguiente participó con Daniela Darcourt en una nueva versión de «Vivir lo nuestro».

## Discografía

### Álbum de estudio
- 2018: Jair Mendoza

### LP de estudio
- 2018: «Necesito un amor»
- 2018: «El primero»
- 2018: «Y cómo es él»
- 2018: «Si tu supieras»
- 2018: «Cómo pagarle»
- 2018: «Invisible»
- 2019: «Si dices que te vas»
- 2019: «Oye (versión salsa)»
- 2020: «Se supone»
- 2020: «No te vas»
- 2020: «Favorito»
- 2020: «Soy como soy (salsa urbana)»
- 2020: «Hawái (versión salsa)»
- 2020: «Amarte hasta la muerte»
- 2021: «Voy a decirte que no»
- 2021: «Locos de amor»
- 2022: «Ya supérame»
- 2023: «Ya no somos ni seremos»